# 東星学園幼稚園
東星学園幼稚園（とうせいがくえんようちえん）は、東京都清瀬市梅園三丁目に所在する私立幼稚園。大半の園児は東星学園小学校へ進学する。2023年度から募集停止、2025年3月まで継続する。

## 沿革
- 1940年 - 東星幼稚園設立
- 1947年 - 東星学園幼稚園と園名変更

## 交通
- 西武池袋線秋津駅 徒歩10分
- JR武蔵野線新秋津駅 徒歩15分